# 佐兰·扬科维奇 (足球运动员)
佐兰·扬科维奇，又译扬戈维奇（發音：[zǒran jǎːŋkoʋitɕ]，羅馬化：Zoran Yankovich，1974年2月8日—），是出生于前南斯拉夫的足球运动员，2000年赴保加利亚效力后加入了保加利亚国籍，并代表国家队出赛。他曾在中国联赛大连实德效力多年。

## 榮譽
利特克斯
- 保加利亞盃：2000–01、2003–04、2007–08

大连实德
- 中国足球协会超级联赛：2005
- 中国足协盃：2005